# Silesia Miechowice
Klub Sportowy Silesia Miechowice – polski klub piłkarski z Bytomia założony w 1912 roku oraz Bytomskie Towarzystwo Tenisa Stołowego "Silesia" Miechowice – śląski klub tenisa stołowego z Bytomia założony w 2007 roku.
Klub powstał w 1912 roku jako Towarzystwo Sportowe Miechowice. Pierwszym prezesem i jednym z założycieli towarzystwa był Franciszek Wagner. TS Miechowice było jednosekcyjnym klubem piłkarskim. Po I wojnie światowej na zrębach towarzystwa powstał Polski Klub Sportowy "Naprzód", który został wkrótce rozwiązany przez Niemców, a jego zawodnicy i działacze przenieśli się do niemieckiego klubu SV Miechowice. Po drugiej wojnie światowej klub wznowił działalność pod patronatem miejscowej kopalni "Miechowice". W klubie, oprócz sekcji piłkarskiej powstały wówczas sekcje tenisa stołowego, piłki ręcznej, siatkówki, szachowa, pięściarska i kolarska. W 1960 roku doszło do fuzji Silesii Miechowice z Energetycznym KS Miechowice. Od lipca 2001 do kwietnia 2007 klub działał jako Towarzystwo Sportowe Górnik Miechowice. 25 kwietnia 2007 przywrócono wcześniejszą nazwę KS Silesia Miechowice. Do lipca 2007 w klubie działały dwie sekcje – tenisa stołowego i piłki nożnej. 4 lipca 2007 sekcję tenisa stołowego zarejestrowano jako Bytomskie Towarzystwo Tenisa Stołowego "Silesia", a w dotychczasowym KS "Silesia" pozostała jedynie sekcja piłkarska. Od sezonu 2013/2014 sekcja tenisa stołowego występuje pod nazwą TTS Polonia Bytom.

## Klub Sportowy Silesia Miechowice (piłka nożna)
Drużyna Silesii Miechowice na przestrzeni lat pięćdziesiątych i sześćdziesiątych XX wieku przez szereg sezonów występowała na trzecim szczeblu rozgrywek piłkarskich. Największy sukces jednak piłkarze z Miechowic odnieśli w rozgrywkach o Puchar Polski edycji 1968/1969, kiedy to dotarli do 1/8 finału. Na szczeblu wojewódzkim Silesia pokonała kolejno 4-1 LZS Wilkowice, 2-1 Naprzód Wieszowa, 2-0 Polonię III Bytom, 2-1 Orła Brzeziny Śląskie, 2-1 Szombierki 1b Bytom, 2-1 Polonię 1b Bytom, 1-0 Walkę Makoszowy i 4-1 Górnik Czerwionka. W I rundzie szczebla centralnego Silesia wygrała po dogrywce z zespołem Garbarni Kraków 2-1, a w 1/16 zwyciężyła 1-0 ŁKS Łódź. Spotkanie 1/8 finału Pucharu Polski z Legią Warszawa miało się odbyć 1 grudnia 1968 roku jednak ze względu na powołania piłkarzy warszawskich do reprezentacji Polski zostało przełożone. Ostatecznie 2 marca 1969 roku w Miechowicach rozegrano mecz, w którym drużyna gospodarzy uległa Legii Warszawa 0-4 (0-3). Trzy bramki dla gości zdobył Kazimierz Deyna, a jedną Lucjan Brychczy.
Drużyna Silesii Miechowice w sezonie 2025/2026 występuje w klasie okręgowej, grupie śląskiej I (Bytom-Zabrze).

### Informacje ogólne
- Pełna nazwa: Klub Sportowy Silesia Miechowice
- Rok założenia: 1912
- Barwy: biało-niebieskie
- Adres: Dzierżonia 21, 41-908 Bytom-Miechowice
- Prezes: Piotr Zorzycki

### Stadion[3]
- płyta główna

Adres: Dzierżonia 21, 41-908 Bytom-Miechowice
pojemność – 2000
oświetlenie – brak
wymiary – 96m × 59m
krzesełka – 156
- boisko boczne (sztuczna trawa)

Adres: Dzierżonia 21, 41-908 Bytom-Miechowice
pojemność – 200
oświetlenie – tak
wymiary – 105m × 68m
krzesełka – 200

### Sukcesy
- 1/8 finału Pucharu Polski edycji 1968/69

### Sezon po sezonie (od sezonu 1988/89)
| Sezon | Rozgrywki ligowe                                 | Rozgrywki ligowe                                 | Rozgrywki ligowe                                 | Rozgrywki ligowe                                 | Rozgrywki ligowe                                 | Rozgrywki ligowe                                 | Rozgrywki ligowe                                 | Rozgrywki ligowe                                 | Rozgrywki ligowe                                 | Uwagi | Nazwa                                            |
| Sezon | Liga                                             | Liga                                             | Miejsce                                          | M                                                | Pkt                                              | Z                                                | R                                                | P                                                | Br                                               | Uwagi | Nazwa                                            |
| --- | ------------------------------------------------ | ------------------------------------------------ | ------------------------------------------------ | ------------------------------------------------ | ------------------------------------------------ | ------------------------------------------------ | ------------------------------------------------ | ------------------------------------------------ | ------------------------------------------------ | --- | ------------------------------------------------ |
| 1988/1989 | V                                                | Klasa terenowa                                   | 5/?                                              | ?                                                | 31                                               | ?                                                | ?                                                | ?                                                | ?                                                | | Silesia                                          |
| reorganizacja rozgrywek |                                                  |                                                  |                                                  |                                                  |                                                  |                                                  |                                                  |                                                  |                                                  | |                                                  |
| 1989/1990 | VI                                               | Klasa terenowa                                   | 2/?                                              | ?                                                | ?                                                | ?                                                | ?                                                | ?                                                | ?                                                | | Silesia                                          |
| reorganizacja rozgrywek |                                                  |                                                  |                                                  |                                                  |                                                  |                                                  |                                                  |                                                  |                                                  | |                                                  |
| 1990/1991 | V                                                | Liga okręgowa A grupa II                         | 8/16                                             | 30                                               | ?                                                | ?                                                | ?                                                | ?                                                | ?                                                | | Silesia                                          |
| 1991/1992 | V                                                | Liga okręgowa grupa Katowice IV                  | ?/16                                             | 30                                               | ?                                                | ?                                                | ?                                                | ?                                                | ?                                                | | Silesia                                          |
| 1992/1993 | V                                                | Liga okręgowa grupa Katowice IV                  | 3/16                                             | 30                                               | 40                                               | 16                                               | 8                                                | 6                                                | ?                                                | | Silesia                                          |
| 1993/1994 | V                                                | Liga okręgowa grupa Katowice IV                  | 2/16                                             | 30                                               | 45                                               | ?                                                | ?                                                | ?                                                | 63-32                                            | | Silesia                                          |
| 1994/1995 | V                                                | Liga okręgowa grupa Katowice IV                  | 1/16                                             | 30                                               | 50                                               | 23                                               | 4                                                | 3                                                | 72-20                                            | Do sezonu 1994/95 za zwycięstwo przyznawano 2 punkty                                                                                             | Silesia                                          |
| 1995/1996 | IV                                               | IV liga śląska                                   | 10/18                                            | 34                                               | 46                                               | 12                                               | 10                                               | 12                                               | 44-41                                            | | Silesia                                          |
| 1996/1997 | IV                                               | IV liga śląska                                   | 18/18                                            | 34                                               | 17                                               | 5                                                | 2                                                | 27                                               | 23-84                                            | | Silesia                                          |
| 1997/1998 | V                                                | Liga okręgowa grupa Katowice IV                  | 4/16                                             | 30                                               | 55                                               | 16                                               | 7                                                | 7                                                | 57-30                                            | Zdobycie Pucharu Polski na szczeblu podokręgu Bytom                                                                                              | Silesia                                          |
| 1998/1999 | V                                                | Liga okręgowa grupa Katowice IV                  | 6/16                                             | 30                                               | 40                                               | 9                                                | 13                                               | 8                                                | 43-27                                            | Zdobycie Pucharu Polski na szczeblu podokręgu Bytom                                                                                              | Silesia                                          |
| 1999/2000 | V                                                | Liga okręgowa grupa Katowice IV                  | 11/16                                            | 30                                               | 37                                               | 9                                                | 10                                               | 11                                               | 37-40                                            | | Silesia                                          |
| 2000/2001 | V                                                | Liga okręgowa grupa Katowice IV                  | 6/14                                             | 26                                               | 41                                               | 12                                               | 5                                                | 9                                                | 32-29                                            | Po sezonie drużyna została wycofana z rozgrywek ligowych                                                                                         | Polonia Bytom SPN Silesia                        |
| 2001/2002 | drużyna nie brała udziału w rozgrywkach ligowych | drużyna nie brała udziału w rozgrywkach ligowych | drużyna nie brała udziału w rozgrywkach ligowych | drużyna nie brała udziału w rozgrywkach ligowych | drużyna nie brała udziału w rozgrywkach ligowych | drużyna nie brała udziału w rozgrywkach ligowych | drużyna nie brała udziału w rozgrywkach ligowych | drużyna nie brała udziału w rozgrywkach ligowych | drużyna nie brała udziału w rozgrywkach ligowych | drużyna nie brała udziału w rozgrywkach ligowych                                                                                                 | drużyna nie brała udziału w rozgrywkach ligowych |
| 2002/2003 | VII                                              | Klasa B grupa Bytom                              | 3/11                                             | 20                                               | 44                                               | 14                                               | 2                                                | 4                                                | 70-27                                            | | Górnik                                           |
| 2003/2004 | VII                                              | Klasa B grupa Bytom                              | 1/10                                             | 18                                               | 45                                               | 14                                               | 3                                                | 1                                                | 64-20                                            | | Górnik                                           |
| 2004/2005 | VI                                               | Klasa A grupa Bytom                              | 6/16                                             | 30                                               | 42                                               | 12                                               | 6                                                | 12                                               | 53-42                                            | | Górnik                                           |
| 2005/2006 | VI                                               | Klasa A grupa Bytom                              | 5/16                                             | 30                                               | 55                                               | 16                                               | 7                                                | 7                                                | 68-36                                            | | Górnik                                           |
| 2006/2007 | VI                                               | Klasa A grupa Bytom                              | 2/16                                             | 30                                               | 66                                               | 21                                               | 3                                                | 6                                                | 79-28                                            | | Górnik                                           |
| 2007/2008 | VI                                               | Klasa A grupa Bytom                              | 2/16                                             | 30                                               | 66                                               | 21                                               | 3                                                | 6                                                | 66-29                                            | W wyniku reorganizacji rozgrywek Silesia awansowała do ligi okręgowej, która stała się szóstym szczeblem rozgrywkowym                            | Silesia                                          |
| reorganizacja rozgrywek |                                                  |                                                  |                                                  |                                                  |                                                  |                                                  |                                                  |                                                  |                                                  | |                                                  |
| 2008/2009 | VI                                               | Liga okręgowa grupa Katowice IV                  | 14/16                                            | 30                                               | 33                                               | 10                                               | 3                                                | 17                                               | 46-56                                            | | Silesia                                          |
| 2009/2010 | VI                                               | Liga okręgowa grupa Katowice IV                  | 6/16                                             | 30                                               | 48                                               | 14                                               | 6                                                | 10                                               | 38-40                                            | | Silesia                                          |
| 2010/2011 | VI                                               | Liga okręgowa grupa Katowice IV                  | 8/16                                             | 30                                               | 45                                               | 14                                               | 3                                                | 13                                               | 56-53                                            | | Silesia                                          |
| 2011/2012 | VI                                               | Liga okręgowa grupa Katowice IV                  | 14/16                                            | 30                                               | 33                                               | 9                                                | 6                                                | 15                                               | 49-55                                            | | Silesia                                          |
| 2012/2013 | VI                                               | Liga okręgowa grupa Katowice IV                  | 10/16                                            | 30                                               | 35                                               | 9                                                | 8                                                | 13                                               | 46-54                                            | | Silesia                                          |
| 2013/2014 | VI                                               | Liga okręgowa grupa Katowice IV                  | 9/16                                             | 30                                               | 41                                               | 10                                               | 11                                               | 9                                                | 46-48                                            | | Silesia                                          |
| 2014/2015 | VI                                               | Liga okręgowa grupa Katowice IV                  | 4/16                                             | 30                                               | 55                                               | 16                                               | 7                                                | 7                                                | 62-45                                            | | Silesia                                          |
| 2015/2016 | VI                                               | Liga okręgowa grupa Katowice IV                  | 11/16                                            | 30                                               | 34                                               | 10                                               | 4                                                | 16                                               | 51-87                                            | | Silesia                                          |
| 2016/2017 | VI                                               | Liga okręgowa grupa Katowice IV                  | 7/16                                             | 30                                               | 42                                               | 12                                               | 6                                                | 12                                               | 56-59                                            | | Silesia                                          |
| 2017/2018 | VI                                               | Klasa okręgowa grupa Katowice IV                 | 11/16                                            | 30                                               | 35                                               | 11                                               | 2                                                | 17                                               | 46-84                                            | | Silesia                                          |
| 2018/2019 | VI                                               | Klasa okręgowa grupa Katowice IV                 | 12/16                                            | 30                                               | 29                                               | 8                                                | 5                                                | 17                                               | 53-82                                            | | Silesia                                          |
| 2019/2020 | VI                                               | Klasa okręgowa grupa śląska I (Bytom-Zabrze)     | 12/16                                            | 15                                               | 14                                               | 4                                                | 2                                                | 9                                                | 35-43                                            | Z powodu pandemii COVID-19 rozegrano tylko rundę jesienną                                                                                        | Silesia                                          |
| 2020/2021 | VI                                               | Klasa okręgowa grupa śląska I (Bytom-Zabrze)     | 4/19 4/9 - 4/8                                   | 30 16-14                                         | 44 24-20                                         | 13 7-6                                           | 5 3-2                                            | 12 6-6                                           | 75-74 (44-31)-(42-32)                            | Rozgrywki przeprowadzono w dwóch etapach, najpierw w podziale na podokręg Bytom i Zabrze, a następnie w podziale na grupę mistrzowską i spadkową | Silesia                                          |
| 2021/2022 | VI                                               | Klasa okręgowa grupa śląska I (Bytom-Zabrze)     | 5/16                                             | 30                                               | 48                                               | 14                                               | 6                                                | 10                                               | 75-61                                            | | Silesia                                          |
| 2022/2023 | VI                                               | Klasa okręgowa grupa śląska I (Bytom-Zabrze)     | 6/16                                             | 30                                               | 51                                               | 16                                               | 3                                                | 11                                               | 74-45                                            | | Silesia                                          |
| 2023/2024 | VI                                               | Klasa okręgowa grupa śląska I (Bytom-Zabrze)     | 3/16                                             | 30                                               | 58                                               | 18                                               | 4                                                | 8                                                | 67-53                                            | | Silesia                                          |
| reorganizacja rozgrywek |                                                  |                                                  |                                                  |                                                  |                                                  |                                                  |                                                  |                                                  |                                                  | |                                                  |
| 2024/2025 | VI                                               | V liga grupa śląska I (północna)                 | 14/16                                            | 30                                               | 25                                               | 7                                                | 4                                                | 19                                               | 52-90                                            | | Silesia                                          |
| 2025/2026 | VII                                              | Klasa okręgowa grupa śląska I (Bytom-Zabrze)     |                                                  |                                                  |                                                  |                                                  |                                                  |                                                  |                                                  | | Silesia                                          |
| Legenda |                                                  |                                                  |                                                  |                                                  |                                                  |                                                  |                                                  |                                                  |                                                  | |                                                  |
| IV poziom ligowy, V poziom ligowy, VI poziom ligowy, VII poziom ligowy M - mecze, Pkt - punkty, Z - zwycięstwa, R - remisy, P - porażki, Br - bramki zdobyte i stracone |                                                  |                                                  |                                                  |                                                  |                                                  |                                                  |                                                  |                                                  |                                                  | |                                                  |

### Trenerzy (od sezonu 1991/92)
| Sezon   | Szkoleniowiec                                   |
| ------- | ----------------------------------------------- |
| 1991/92 | Jan Górski                                      |
| 1992/93 | Ryszard Ładyka                                  |
| 1993/94 | Jan Górski                                      |
| 1994/95 | Maksymilian Trela                               |
| 1995/96 | Maksymilian Trela                               |
| 1996/97 | Maksymilian Trela, Czesław Bryłka, Edward Racki |
| 1997/98 | Czesław Bryłka                                  |
| 1998/99 | Czesław Bryłka                                  |
| 1999/00 | Czesław Bryłka, Piotr Niżnik                    |
| 2000/01 | Ryszard Grzegorczyk                             |
| 2001/02 | brak drużyny seniorów                           |
| 2002/03 | Antoni Mol                                      |
| 2003/04 | Franciszek Karch                                |
| 2004/05 | Franciszek Karch                                |
| 2005/06 | Franciszek Karch                                |
| 2006/07 | Franciszek Karch                                |
| 2007/08 | Franciszek Karch                                |
| 2008/09 | Franciszek Karch, Piotr Zorzycki                |
| 2009/10 | Robert Sztandera                                |
| 2010/11 | Robert Sztandera                                |
| 2011/12 | Robert Sztandera                                |
| 2012/13 | Eugeniusz Wyląg                                 |
| 2013/14 | Eugeniusz Wyląg                                 |
| 2014/15 | Eugeniusz Wyląg                                 |
| 2015/16 | Eugeniusz Wyląg                                 |
| 2016/17 | Eugeniusz Wyląg                                 |
| 2017/18 | Eugeniusz Wyląg                                 |
| 2018/19 | Eugeniusz Wyląg, Marek Suker                    |
| 2019/20 | Marek Suker                                     |
| 2020/21 | Marek Suker                                     |
| 2021/22 | Marek Suker                                     |
| 2022/23 | Marek Suker                                     |
| 2023/24 | Marek Suker                                     |
| 2024/25 | Marek Suker                                     |
| 2025/26 | Krzysztof Kiełb, Arkadiusz Komór                |

### Najlepsi strzelcy (od sezonu 2002/03)
| Sezon   | Zawodnik                                          | Gole |
| ------- | ------------------------------------------------- | ---- |
| 2002/03 | Łukasz Ball                                       | 19   |
| 2003/04 | Marcel Kapinos                                    | 22   |
| 2004/05 | Mariusz Kullas                                    | 12   |
| 2005/06 | Mariusz Kullas                                    | 15   |
| 2006/07 | Mirosław Mróz                                     | 14   |
| 2007/08 | Artur Grzesik                                     | 10   |
| 2008/09 | Artur Grzesik                                     | 13   |
| 2009/10 | Tomasz Baczewski                                  | 8    |
| 2010/11 | Artur Grzesik                                     | 19   |
| 2011/12 | Artur Grzesik                                     | 16   |
| 2012/13 | Bartłomiej Pietras                                | 16   |
| 2013/14 | Bartłomiej Pietras Marek Suker                    | 13   |
| 2014/15 | Marek Suker                                       | 21   |
| 2015/16 | Marek Suker                                       | 19   |
| 2016/17 | Marek Suker                                       | 18   |
| 2017/18 | Marek Suker                                       | 17   |
| 2018/19 | Radosław Stich                                    | 11   |
| 2019/20 | Marek Suker                                       | 11   |
| 2020/21 | Rafał Lewandowski                                 | 15   |
| 2021/22 | Rafał Lewandowski                                 | 26   |
| 2022/23 | Damian Dudziński Rafał Lewandowski Radosław Stich | 13   |
| 2023/24 | Radosław Stich                                    | 13   |
| 2024/25 | Damian Dudziński                                  | 11   |

## Klub Sportowy "Silesia" Miechowice (piłka ręczna)
Sekcja piłki ręcznej kobiet działała w klubie w latach 1964-1976. Pierwszą trenerką była Renata Majka. Po kilku latach jej następcą został mąż Stanisław Majka. Juniorki odnosiły wiele sukcesów m.in. wygrywając trzykrotnie Wojewódzką Spartakiadę Młodzieży czy zdobywając Puchar 40-lecia Śląskiego Okręgowego Związku Piłki Ręcznej. Największym osiągnięciem jednak było dwukrotne zdobycie wicemistrzostwa Polski juniorek w 1970 i 1974 roku.
W 1970 roku zespół seniorek wywalczył awans do ligi śląskiej, a w roku następnym do II ligi. Na tym szczeblu rozgrywek zespół grał przez pięć sezonów do 1976 roku, kiedy to sekcja została przeniesiona do GKS Szombierki.
Zespół z Miechowic wychował trzy reprezentantki kraju w różnych kategoriach wiekowych (Barbara Garleja, Ewa Piskoń, Gabriela Gawenda).

### Sukcesy
- uczestnictwo w II lidze: 1971/72, 1972/73, 1973/74, 1974/75, 1975/76
- Puchar Okręgowego Związku Piłki Ręcznej: 1968, 1969
- Wicemistrzostwo Polski juniorek: 1970, 1974
- Puchar 40-lecia Śląskiego Okręgowego Związku Piłki Ręcznej juniorek: 1970
- 1 miejsce w Wojewódzkiej Spartakiadzie Młodzieży: 1968, 1970, 1972

## Bytomskie Towarzystwo Tenisa Stołowego "Silesia" Miechowice
Sekcja tenisa stołowego w Silesii sięga roku 1960 kiedy to została przejęta po fuzji z Energetycznym KS Miechowice. Klub przez wiele sezonów występował w II lidze państwowej. W latach osiemdziesiątych ubiegłego wieku sekcja została rozwiązana po czym reaktywowaną ją na początku lat dziewięćdziesiątych pod wodzą trenera Michała Napierały. W roku 2000 klub awansował do II ligi (3 poziom rozgrywkowy), a w 2003 roku do I ligi (2 poziom rozgrywkowy). W latach 2007, 2008 i 2009 zespół bez powodzenia brał udział w barażach o awans do Superligi przegrywając w dwumeczu kolejno z Dojlidami Białystok, Gorzovią Gorzów Wlkp. i Pogonią Lębork. Upragniony awans do najwyższej klasy rozgrywkowej nastąpił w roku 2010 po czwartych z kolei spotkaniach barażowych tym razem z Dekorglassem Działdowo. Historyczną promocję wywalczyli: Jarosław Tomicki, Karol Szotek, Karol Strowski-Prus, Grzegorz Iwaniuk i Bartosz Kwodawski.
Do pierwszego sezonu w Superlidze Silesia przystąpiła w składzie: Karol Strowski-Prus, Michal Kleprlik (Czechy), Karol Szotek i Grzegorz Iwaniuk. Tenisiści zajęli spadkowe dziewiąte miejsce jednak wskutek wycofania się Opoki Trzebinia utrzymali się w Superlidze po wygraniu baraży z GLKS Nadarzyn, który w rozgrywkach został sklasyfikowany na dziesiątym miejscu. Kolejny sezon przyniósł wielki sukces w postaci brązowego medalu Mistrzostw Polski oraz wywalczenia Pucharu Polski. Skład drużyny stanowili: Chińczyk Wang Chen, Jarosław Tomicki, Czech Martin Pavlica oraz Grzegorz Iwaniuk. Sezon 2012/2013 w Superlidze był nieco słabszy dla miechowickich pingpongistów. Dopiero w ostatniej kolejce zapewnili sobie utrzymanie zajmując w ligowej tabeli ósmą pozycję. Niezbyt udany sezon ligowy powetowano sobie w rozgrywkach Pucharu Polski broniąc zdobytego przed rokiem trofeum. Silesia występowała wtedy w zestawieniu: Czech Jiri Vrablik, Jarosław Tomicki i Czech Martin Pavlica. Po tym sezonie postanowiono o przejęciu sekcji przez Polonię Bytom.
W ostatnim sezonie swej działalności w Silesii oprócz pierwszego zespołu męskiego prowadzono drugą drużynę, która po meczach barażowych zapewniła sobie awans do II ligi (trzeci poziom rozgrywkowy). Na trzecim szczeblu rozgrywek występowała także drużyna żeńska.

### Informacje ogólne
- Nazwa: BTTS "Silesia" Miechowice
- Barwy: biało-niebieskie
- Adres: Nickla 143a, 41-923 Bytom-Miechowice
- Trener: Michał Napierała
- II trener: Mariusz Kocik
- Prezes: Henryk Dolewka

### Sukcesy
- Brązowy medal drużynowych Mistrzostw Polski w sezonie 2011/12.
- Puchar Polski seniorów w sezonach 2011/12 i 2012/13.
- Puchar Śląska wywalczony dziesięciokrotnie z rzędu od sezonu 2003/04 do sezonu 2012/13.
- Jarosław Tomicki zdobył wicemistrzostwo Polski w grze pojedynczej w 2010 roku, wicemistrzostwo Polski w grze pojedynczej w 2012 roku, wicemistrzostwo Polski w grze podwójnej w 2009 roku oraz mistrzostwo Polski w grze podwójnej w 2012 roku.

### Sezon po sezonie (od sezonu 1999/2000)
| Sezon | Rozgrywki ligowe | Rozgrywki ligowe          | Rozgrywki ligowe | Rozgrywki ligowe | Rozgrywki ligowe | Rozgrywki ligowe | Rozgrywki ligowe | Rozgrywki ligowe | Puchar Polski    | Uwagi                                                   | Nazwa                   |
| Sezon | Liga             | Liga                      | Miejsce          | M                | Pkt              | Z                | R                | P                | Puchar Polski    | Uwagi                                                   | Nazwa                   |
| --- | ---------------- | ------------------------- | ---------------- | ---------------- | ---------------- | ---------------- | ---------------- | ---------------- | ---------------- | ------------------------------------------------------- | ----------------------- |
| 1999/2000 | IV               | III liga śląska grupa III | 1/9              | 16               | 32               | 16               | 0                | 0                | ---              | Awans po turnieju barażowym                             | KS Silesia              |
| 2000/2001 | III              | II liga grupa śląska      | 2/12             | 22               | 40               | 20               | 0                | 2                | ---              |                                                         | KS Silesia              |
| 2001/2002 | III              | II liga grupa śląska      | 2/12             | 16               | 28               | 14               | 0                | 2                | ---              | Przegrane baraże o awans                                | TS Górnik               |
| 2002/2003 | III              | II liga grupa śląska      | 1/14             | 19               | 38               | 19               | 0                | 0                | ---              | Awans po barażach                                       | TS Górnik               |
| 2003/2004 | II               | I liga grupa południowa   | 4/10             | 18               | 22               | 10               | 2                | 6                | 5-8. miejsce     |                                                         | TS Górnik               |
| 2004/2005 | II               | I liga grupa południowa   | 5/10             | 18               | 19               | 9                | 1                | 9                | 9-12. miejsce    |                                                         | TS Górnik               |
| 2005/2006 | II               | I liga grupa południowa   | 7/10             | 18               | 15               | 6                | 3                | 9                | 13-16. miejsce   |                                                         | TS Górnik               |
| 2006/2007 | II               | I liga grupa południowa   | 2/10             | 18               | 27               | 13               | 1                | 4                | 5-8. miejsce     | Przegrane baraże o awans                                | TS Górnik               |
| 2007/2008 | II               | I liga grupa południowa   | 2/10             | 18               | 33               | 16               | 1                | 1                | 9-12. miejsce    | Przegrane baraże o awans                                | BBTS Silesia            |
| 2008/2009 | II               | I liga grupa południowa   | 1/10             | 18               | 36               | 18               | 0                | 0                | 9-12. miejsce    | Przegrane baraże o awans                                | BBTS Silesia            |
| 2009/2010 | II               | I liga grupa południowa   | 1/10             | 18               | 34               | 17               | 0                | 1                | 5-8. miejsce     | Awans po barażach                                       | BBTS Silesia            |
| 2010/2011 | I                | Superliga                 | 9/10             | 18               | 6                | 3                | -                | 15               | 5-8. miejsce     | Utrzymanie po barażach                                  | BBTS Silesia            |
| 2011/2012 | I                | Superliga                 | 3/10             | 18               | 31               | 10               | -                | 8                | Zdobywca Pucharu | Brązowy medal Mistrzostw Polski                         | Armada BBTS Silesia     |
| 2012/2013 | I                | Superliga                 | 8/10             | 18               | 21               | 6                | -                | 12               | Zdobywca Pucharu | Po sezonie sekcja została przeniesiona do Polonii Bytom | Carbo-Koks BBTS Silesia |
| Legenda |                  |                           |                  |                  |                  |                  |                  |                  |                  |                                                         |                         |
| I poziom ligowy, II poziom ligowy, III poziom ligowy, IV poziom ligowy M - mecze, Pkt - punkty, Z - zwycięstwa, R - remisy, P - porażki |                  |                           |                  |                  |                  |                  |                  |                  |                  |                                                         |                         |